# Критика Корана
Коран критикуется за противоречивость в текстологии в ходе исторического, литературного, социологического и богословского анализа, а также за отсутствие «божественности», несовершенность текста и аморальность.
Ученые, кроме того, критикуют Коран за историческое несоответствие. Джон Уэнсбро, Джозеф Шахт, Патриция Кроун и Майкл Кук, проанализировав происхождение текста, построение и историю книги пришли к выводу, что Коран имеет несостыковки и неразборчивость текста, представляя их как доказательства «несвященности» ранних писаний Корана. Ибн Варрак обнаружил в книге противоречия и научные ошибки, а также недостатки в логичности, подлинности и в этичности послания.
Наиболее распространенная критика касается ранних источников, на которые опирается Коран, взаимосвязи посланий, пониманий и моральных учений.

## Историческая достоверность

### Традиционный взгляд
Согласно исламским традициям, Коран — это буквальное слово Божие, которое было передано исламскому пророку Мухаммеду через архангела Гавриила (Джибриля).
Мухаммед, (согласно традициям ислама) прекрасно запомнил то, что архангел Джибриль открыл ему, чтобы впоследствии его сподвижники записали и запомнили послание. Мусульмане считают, что коранический текст, доступный сегодня, в точности соответствует той версии, которая была раскрыта Мухаммеду в 610–632 годах.
В ранних арабских писаниях были обнаружены 28 согласных, из которых только 6 можно легко отличить, а остальные 22 имеют некое сходство. Это означает, что конкретный согласный, распознается лишь в контексте предложения.
Только через несколько столетий, после введения арабских диакритических символов была утверждена и канонизирована вокализация текста, и основы чтение.
До этого периода есть свидетельства того, что текст читался по-другому, с иным смыслом. Табари указывает в своем раннем комментарии к Корану, что точный способ чтения аятов священного текста не был установлен даже во времена Мухаммеда.
Двое мужчин, оспаривающих аят в тексте, попросили Убая ибн Кааба выступить посредником. Он в свою очередь не согласился с ними, выступив со своим третьим вариантом. Чтобы решить вопрос, трое пошли к Мухаммеду. Мухаммед попросил первого человека зачитать аят, выслушав, объявил, что этот вариант правильный, то же заявил, когда был прочитан второй вариант. Затем он попросил Убая предоставить свою версию. Услышав третье чтение, Мухаммед также произнес «Правильно!». Отметив недоумение Убая по этому поводу, Мухаммед сказал: «Молись Аллаху о защите от проклятого шайтана».

### Сходство с иудейскими и христианскими писаниями
Коран содержит указание на более чем 50 человек из Библии, которая предшествует ему на несколько веков. Истории, связанные с Кораном, обычно фокусируются больше на духовной значимости событий, чем на деталях. Истории, в принципе, похожие, но есть различия. Одним из самых известных отличий является исламский взгляд на распятие Иисуса. Коран утверждает, что Иисус на самом деле не был распят и не умер на кресте. На общий исламский взгляд, поддерживающий отрицание распятия, вероятно, повлияло манихейство (докетизм). Где утверждается, что кто-то другой был распят вместо Иисуса, но он вернется в последние времена.
и сказали: «Воистину, мы убили Мессию Ису (Иисуса), сына Марьям (Марии), посланника Аллаха». Однако они не убили его и не распяли, а это только показалось им. Те, которые препираются по этому поводу, пребывают в сомнении и ничего не ведают об этом, а лишь следуют предположениям. Они действительно не убивали его (или не убивали его с уверенностью).
Несмотря на этот взгляд, многие ученые утверждают, что распятие Иисуса является историческим фактом который не оспаривается.

### Ранние свидетельства
Последним вкладом для создания официального и единого Корана на одном диалекте были произведены при халифе Усмане (644–656). Процесс начался через 12 лет после смерти Мухаммеда. И закончились спустя 24 года от начала создания.
Все другие существующие копии и диалекты Корана были сожжены:
Когда они скопировали листы, Усман отправил копию в каждый из главных центров империи с приказом сжечь все другие материалы Корана, будь то в виде одного листа или в целых томах.
Считается, что ранние рукописи имели преимущество в том, что их проверяли асхабы, которые уже знали текст наизусть, поскольку они выучили его во время самого откровения и впоследствии постоянно повторяли его. Официальный сборник был завершен через два десятилетия после смерти Мухаммеда, текст Усмана был тщательно сохранен. Бюкай полагал, что у него не вызывает каких либо проблем с подлинностью Корана.
«Жизнь Магомета» Мьюра объясняет результаты устных повествований при исследовании Аль-Бухари:
Устные пересказы в те времена передавались только по памяти, и каждый день порождались новые разногласия среди богословов ислама. Это в свою очередь открывало широкое поле для вымысла и искажений. Нет ничего проще, когда требуется защищать какую-либо религиозную или политическую систему, чем апеллировать к устной традиции Пророка. Эти так называемые традиций, как имя Мухаммеда использовалось для поддержки всевозможной лжи и нелепостей. Это отчетливо видно из того факта, что Аль-Бухари, во время путешествий, собирал пересказы. В результате долгих лет «просеивания» пришли к выводу, что из 600 000 пересказов, которые он установил на то время, только 4000 были подлинными!
Относительно того, кто первым собрал Коран, и были ли они составлены в единую книгу во времен Мухаммеда противоречили свидетели, жившие при Мухаммеде. Существуют несколько исторических повествований:
Сообщил Зайд б. Табит:
Пророк умер, и Коран не был собран в один сборник.
Сообщил Али:
Да пребудет милость Аллаха над Абу Бакром. Первый из людей, которые будут вознаграждены коллекцией рукописей, поскольку он был первым, кто собрал (текст) между (двумя) обложками.
Сообщил Ибн Бурайда:
Первым из тех, кто собирал Коран в мушаф (кодекс), был Салим, освобожденный раб Абу Хузайфы

### Существующие копии до версии Усмана
Рукопись Саны содержит более древние части Корана, имеющие отличия от версии Усмана. Пергамент, на котором написана рукописи Саны, был проверен под радиоуглеродным анализом. С вероятностью в 99 % до 671 г. н. э. и 95,5 % старше 661 г. н. э.
Проведённые в оксфордском отделе «Radiocarbon Accelerator» испытания показали, что с вероятностью в 94 % пергамент датирован от 568 до 645 г. н. э. Палимпсест Саны является одной из самых важных рукописей в мире. Он состоит из двух слоёв текста, оба из которых являются кораническими и написаны на диалекте хиджази. Верхняя часть текста практически идентична современному Корану (за исключением вариантов написания), нижняя же часть содержит сильные отличие от стандартного текста. Например, во второй суре, 87 аяте, написано: «wa-qaffaynā 'alā āthārihi», тогда как стандартный текст имеет «wa-qaffaynā min ba’dihi». Рукопись Саны имеет те же аяты и тот же порядок, что и в стандартном Коране, но порядок сур отличается. Подобные варианты имеют сходства с описанием от Ибн Масуда и Убай ибн Кабы для кодексов Корана. Тем не менее, встречаются чаще в кодексе Саны, где содержится «приблизительно в 25 раз больше, чем версия от Ибн Масуда».

### Дальнейшие исследования и выводы
Исследование исторических событий и свидетельств очевидцев показывают, что более поздние традиционалисты сознательно продвигали в националистических целях центристскую концепцию Мекки и исмаилизма с целью придать хиджазской ориентации формирующуюся религиозную идентичность ислама:
Попытка датировать соответствующий традиционный материал в целом подтверждает выводы, к которым Шахт пришёл из другой области, в частности тенденция движение иснадов  в обратную сторону.
В книге 1977 года «Агаризм: создание исламского мира», написанной перед более поздними открытиями ранних материалов Корана, Патриция Кроун и Майкл Кук оспаривают традиционное описание составления Корана, отмечая: «нет никаких веских доказательств существования Корана в любой форме до последнего десятилетия седьмого века». Кроун, Уэнсбро и Нэво утверждали, что все первоисточники, которые существуют, написаны через 150–300 лет и, таким образом, хронологически далеки от событий.
Автор «Апология аль-Кинди» Абд аль-Масих ибн Исхак аль-Кинди (не путать с философом аль-Кинди) утверждал, что повествования в Коране «перемешаны и спутаны» и это «свидетельство того, что там работало много разных рук, это вызывало расхождения. Добавляя или вырезая всё, что им нравилось или не нравилось».
Ричард Белл и Монтгомери Уотт предположили, что изменение стиля письма по всему Корану, которое иногда включает использование рифм, могло указывать на изменения текста во время его компиляции в один сборник. Они утверждали, что были «резкие изменения в длине стихов; внезапные перемены в ситуациях, с местоимением единственного числа на множественное число, со второго на третье лицо и так далее».
Недавнее исследование оспаривает Коран, который мы имеем сегодня, с версией составленной при Али ибн Аби-Талибом, и метод чтения Хафса.

### Отсутствие вторичных доказательств и текстовой последовательности
Традиционный взгляд ислама также подвергался критике за отсутствие подтверждающих доказательств, таких как: отсутствие археологических данных, расхождения с немусульманскими источниками и историей. В 1970-е годы во время так называемой «волной скептически настроенных учёных», ставилось под сомнение значительная часть полученной информации в исламских исследованиях. Утверждалось, что исламская историческая традиция была сильно искажена при передаче. Ученые попытались реконструировать раннюю историю ислама из других, предположительно более надёжных источников, таких как монеты, надписи и неисламские источники. Первым из этой группы был Джон Уэнсбро (1928–2002). Работы Уэнсбро были широко отмечены, но, возможно, не были популярными. :38
В 1972 году был обнаружен тайник древних Коранов в мечети в Сане, Йемен, известный как рукопись Саны. На основании изучения обнаруженных, Герд Р. Пуин пришел к выводу, что Коран в современном виде является «смесью текстов», некоторые из которых, возможно, предшествуют дню Мухаммеда, и текст, который мы имеем, развивался со временем. Позже Пуин добавил: «несмотря на утверждение „mubeen“ (ясно), пятая часть текста была непонятной и, следовательно, не могла быть переведена».

## Божественное происхождение
Критики отвергают идею о совершенности Корана (2: 2, 17: 88-89, 29:47, 28:49). «Еврейская энциклопедия» пишет: «Мусульмане считают язык Корана совершенным и неповторимым. Критики же утверждают, что текст содержит несостыковки. Например, в предложениях, где что-то говорится об Аллахе, и сразу же следует другой, в котором Аллах является рассказчиком (примерами этого являются суры XVI. 81, XXVII. 61, XXXI. 9 и XLII. 10.) Многие особенности в положениях слов обусловлены необходимостью рифмы (LXIX. 31, LXXIV. 3), в то время как использование многих редких слов и новых форм может быть прослежено по той же причине (срв. Особенно XXIX. 8, 9, 11, 16)».
Согласно «Еврейской энциклопедии», «зависимость Мухаммеда от его еврейских учителей или от того, что он слышал о еврейской Агаде и еврейских традициях, теперь в целом признаётся». Ранние теологи ислама упоминали о некотором еврейском влиянии. Бернард Льюис описывает это как «нечто похожее на то, что в христианской истории называлось иудейской ересью».

### Предшествующие источники
Гюнтер Люлинг утверждает, что 1/3 Корана имеет доисламское, христианское происхождение. Пуин также считает, что материалы предшествуют жизни Мухаммеда.
Ученый Оддбьёрн Лейрвик заявляет, что «Коран и хадисы были явно под влиянием неканонического (еретического) христианства, которое преобладало на арабском полуострове и в Абиссинии» до ислама.
Повествования об Иисусе в Коране можно найти в доисламских источниках, таких как Евангелие детства Иисуса. Многое из коранического материала о выборе и воспитании Марии совпадает со значительной частью Протоевангелий Иакова. Подобное чуду пальмы и потоку воды можно найти в Евангелии от Псевдо-Матфея. Также в «Псевдо-Матфея» бегство в Египет рассказывается аналогично тому, как его можно найти в исламских источниках на сирийских переводах «Протоевангелия Иакова» и «Истории младенчества Иисуса от Фомы», находившихся в доисламской Аравии.
Джон Уэнсбро считает, что Коран — это смесь других священных писаний, в частности иудеохристианских. Изучение древних рукописей Корана Гердом Р. Пуином привело его к выводу, что некоторые из текстов Корана могли присутствовать за сто лет до Мухаммеда. Норман Гайслер утверждает, что зависимость Корана от ранее существовавших источников является одним из свидетельств человеческого происхождения Корана.
Ибн Исхак, ранний исламский историк, заявил, что в результате всех дискуссий Коран был объявлен как обращение ко всем аргументам — это приводит к выводу, что Мухаммед, возможно, включил иудео-христианские рассказы, которые он слышал от других людей. Например, в аль-Сирах ан-Набавийя (отредактированная версия от оригинала Ибн Исхака). Сообщил Ибн Хишам:
«Пророк часто сидел на холме Марва, приглашая христианина..,  ведь они (христиане) обладали знаниями для обучения Пророка.   ... », увидев Пророка, разговаривающего с ним, они сказали:«Воистину, его учит Абу Фукайха Яср ». Согласно другой версии: «Апостол часто сидел на аль-Марве возле молодого раба-христианина Джабра, владельцем которого был Бану л-Хадрами. И сказали они: «Из тех, кто обучал Мухаммеда, наибольший вклад внёс, - Джабр-христианин, раб Бану л-Хадрами».
 Изучив сообщение источников Мухаммеда Клод Гиллиот сделала вывод о возможности того, что целые разделы мекканского Корана содержат элементы, имеющие библейские, постбиблейские и другие источники. Одним из таких сообщений и вероятным источником сведений для Мухаммеда был христианский раб, упомянутый в Сахих Бухари, которого Ибн Исхак назвал Джабром, из-за которого, вероятно, была объявлена глава 16:101-104 Корана. Вакиди называет этого христианина Ибн Кумта. Ибн Исхак также рассказывает историю о том, как трое христиан, Абу Харита ибн Алкама, аль-Акиб Абдул-Масих и аль-Айхам ас-Саид, говорили с Мухаммедом о таких христианских темах, как Троица.
Повествование о младенце Иисусе, говорящем с колыбели, можно проследить в таких источниках, как Евангелие детства от Фомы, Арабское Евангелие детства Спасителя и чудо появления глиняных птиц в Евангелие детства от Фомы.
Некоторые повествования основаны на еврейских легендах о мидраше Танхума, таких как то, что Каин обучался хоронить тело Авеля в Суре 5:31. Ричард Кэрриер рассматривает заимствование у доисламских христианских источников как свидетельство того, что ислам произошел от еретической секты христианства.

### Влияние еретических христианских сект
Коран утверждает, что Иисус на самом деле не был распят и не умер на кресте. На общеисламский взгляд, поддерживающий отрицание распятия, вероятно, повлиял манихеизм (докетизм), где заявляется, что кто-то другой был распят на месте Иисуса, но он вернётся в последние времена. Однако большинство считают, что манихейство не было распространено в Мекке в VI–VII веках, когда развивался ислам.
и сказали: «Воистину, мы убили Мессию Ису (Иисуса), сына Марьям (Марии), посланника Аллаха». Однако они не убили его и не распяли, а это только показалось им. Те, которые препираются по этому поводу, пребывают в сомнении и ничего не ведают об этом, а лишь следуют предположениям. Они действительно не убивали его (или не убивали его с уверенностью).
Сура Ан-Ниса (Женщины), 157-й аят, перевод: Эльмир Кулиев
Несмотря на эти утверждения и отсутствие свидетельств очевидцев, большинство современных учёных утверждает, что Распятие Иисуса является бесспорным. Представление о том, что Иисус лишь казался распятым и не умер на самом деле, предшествует исламу и встречается в нескольких апокрифических Евангелиях.
Ириней в своей книге «Против Ересей» описывает гностические верования, которые очень похожи на исламские традиции:
Он сам не страдал от смерти, но Симон, некий человек из Кирены, будучи вынужденным, нес крест вместо него; так что этот последний, преобразился им, чтобы он (Симон) мог считаться Иисусом. Он был распят через невежество и заблуждение, в то время как сам Иисус принял облик Симона и, стоя рядом, смеялся над ними. Поскольку имел внетелесную силу и Ноус (разум) нерожденного Отца, и преобразился, как ему угодно, таким образом, вознесся к тому, кто послал его, высмеивая их, поскольку не мог быть схвачен, и был невидим для всех.
В другом гностическом тексте, обнаруженном в библиотеке Наг-Хаммади, во Втором трактате великого Сифы, похожий взгляд на смерть Иисуса:
«Иной, из числа их отцов, был тем, кто пил желчь; это был не я. Он тот, кто поднял крест на плече — Симон. И на него же они положили терновый венец. Но я радовался на высоте над всеми богатствами, и над потомками их заблуждений и тщеславия, смеялся над их невежеством».

### Мухаммед или Аллах как рассказчик
Согласно Ибн Варраку, иранский рационалист Али Дашти критиковал Коран на том основании, что в некоторых местах «рассказчик не мог быть Аллахом». Варрак приводит Суру Фатиху в качестве примера, где «текст четко адресован Аллаху в форме молитвы». Добавил также, что лишь дописав слово «сказать» перед отрывком, эту трудность можно было бы избежать.
Также известно, что один из спутников Мухаммеда Ибн Масуд отверг Суру Фатиху как часть Корана; такого рода разногласия, на самом деле, распространены среди спутников Мухаммеда, которые не могли решить, какие суры были частью Корана, а какие нет.

### Наука в Коране
Критики оспаривают наличие описаний научных чудес в Коране. По словам исследователя ислама Зиауддина Сардара, «популярная литература, известная как иджаз (чудо), вызвала сильный энтузиазм в исламских обществах».
Литература Иджаз занимается поиском возможного согласия между наукой и аятами в Коране. Следующие аяты приписывают к черным дырам: «Но нет! Клянусь телами небесными — отступающими, передвигающимися и исчезающими!» (81:15-16) или «Но нет! Клянусь местами заката звезд!» (56:75). Предсказание космических путешествий: «Клянусь луной в полнолуние! Вы переходите из одного состояния в другое» (84:18-19). Мусульмане этим пытаются доказать, что Коран предсказал тайны мироздание, сокрытых веками.
Аяты Корана, связанные с происхождением человечества, созданным из пыли или грязи, не логически совместимы с современной эволюционной теорией. Все же некоторые мусульмане пытаются примирить эволюцию с Кораном с помощью аргумента разумного замысла. Коран (и хадисы) поддерживают идею креационизма.
Исламские учёные утверждают, что Коран предсказывает ранее не известные научные открытия. Вопреки классическому догмату, в котором ученые из числа основоположников тафсира, в частности, аль-Бируни. Он выделил Корану отдельную и самостоятельную категорию добавив: «Коран не вмешивается в дела науки и не ущемляет её». Средневековые ученые-мусульмане заявляли о наличии научных объяснений природных явлений, но отказывались подчинять Коран под постоянно меняющейся науке.

### Сатанинские аяты
Некоторая критика Корана касалась так называемым «Сатанинским аятам». В ранних исламских историях рассказывается, что, когда Мухаммед читал Суру ан-Наджм, Джибриль ему открыл что сатана обманул его, чтобы он произнес следующие аяты: «Не видели ли вы аль-Лат и аль-Уззу, и ещё третью — Манат? Неужели у вас — потомки мужского пола, а у Него — женского?». аль-Лат, аль-Узза и Манат были богинями, которым поклонялись мекканцы. Эти «сатанинские аяты» были вскоре отвергнуты Мухаммедом по велению Джибриля.
Инцидент с сатанинскими аятами рассматривается критиками доказательством происхождения Корана как человеческой работы Мухаммеда. Максим Родинсон описывает ситуацию как «сознательную попытку достичь поддержки со стороны арабов-язычников», которая затем была отвергнута как несовместимая. Так как Мухаммед понимал что не в состоянии будет ответить на критику иудеев и христиан, и был готов принять «враждебное отношение» язычников. Родинсон отмечает, что история сатанинских аятов вряд ли была выдуманной, так как это был «один случай, который можно логически принять за правду, так как основатели исламской традиции не изобрели бы историю с такими разрушительными последствиями для откровения в целом». Уильям Монтгомери Уотт заявляет: «Нет личных интересов у Мухаммеда отвергнуть предложение мекканцев, оно явно было из-за религиозных причин; он не доверял этим людям ни потому, что личные амбиции останутся неудовлетворенными, а потому, что признание богинь приведет к провалу миссии, которую ему дал Аллах».

### Целевое послание
Предполагается, что некоторые аяты Корана направлены на сподвижников (асхабов) и жён Мухаммеда, в то время как другие направлены на всё человечество (Коран 33:28, 33:50, 49:2, 58:1, 58:9, 66:3).
Другие ученые утверждают, что различия в предполагаемой аудитории Корана не имеют отношения к заявлениям о божественном происхождении — к примеру, о том, что жены Мухаммеда «получили божественное руководство, относительно интимной близости к Мухаммеду», или «многочисленные выговоры адресованы женам по причине их человеческих слабостей».

## Этика
По мнению критиков, этика Корана, как и Мухаммеда, представляется как «моральный регресс». Католическая энциклопедия, к примеру, утверждает: «этика ислама намного уступает, иудаизму и даже хуже, чем в Новом Завете». Уильям Монтгомери Уотт, однако заявляет следующее: «В свое время Мухаммед был социальным реформатором, действительно реформировав даже в сфере морали. Он улучшил систему социального обеспечения и новую структуру создание семьи, которая значительно улучшили то, что было раньше. Взяв лучшее из кочевых бедуинов и адаптировав под новую общину».
Аят меча:
Когда же завершатся запретные месяцы, то убивайте многобожников, где бы вы их ни обнаружили, берите их в плен, осаждайте их и устраивайте для них любую засаду. Если же они раскаются и станут совершать намаз и выплачивать закят, то отпустите их, ибо Аллах — Прощающий, Милосердный.
Согласно «Первой исламской энциклопедий Э. Дж. Бриля»:  термин впервые был применен в Коране к неверующим мекканцам, которые пытались «опровергнуть и оскорбить Пророка». Вначале мусульманам было рекомендовано придерживаться нейтральной позиции к кафирам; позже мусульманам было приказано держаться подальше от неверующих, защищаться от нападений и даже переходить в наступление. Большинство аятов в Коране, относящихся к неверующим, говорят об их судьбе в день суда и предназначении в аду.
Воистину, неверующие из людей Писания и многобожников окажутся в огне Геенны и пребудут там вечно. Они являются наихудшими из тварей.
Алексис де Токвиль (1805—1859), французский политический мыслитель и историк, отметил:
Я много изучал Коран. Из всего исследования вышел с убеждением, что в мире практически не было религий, столь же смертоносным для людей, как религия Мухаммеда. Насколько я понимаю, это главная причина упадка сегодня в мусульманском мире, и, хотя он менее абсурден, чем многобожие прошлого, но его социальные и политические тенденции, на мой взгляд, более опасны, и поэтому я расцениваю это как форму упадка, а не форму прогресса сопоставимо с язычеством.

### Война и мир
Учение Корана по вопросам войны и мира являются темами, которые широко обсуждаются. С одной стороны, некоторые критики, такие как Сэм Харрис, объясняет, что определённые аяты Корана поощряет военные действия против неверующих как при жизни Мухаммеда, так и после. Харрис утверждает, что мусульманский экстремизм является просто следствием буквального восприятия Корана, и скептического отношения к реформе в направлении «умеренного ислама» в будущем. С другой стороны, другие ученые утверждают, что такие аяты Корана интерпретируются вне контекста. Движения Ахмадийя утверждают, что в контексте, Коран запрещает агрессию, и позволяет сражаться только в целях самообороны.
Бывший мусульманин-ахмадаец, критик ислама Набиль Куреши, автор бестселлера «Искал Аллаха – нашёл Христа», заявил:
Вот что я хотел сказать: когда мусульманин получает информацию о Мухаммеде непосредственно из этих источников, а не от имамов или традиций, которые их выборочно фильтруют, у них нет другого выбора, кроме как сделать вывод, что жизнь Мухаммеда и, следовательно, контекст Корана, завершается насилием.

### Насилие в отношении женщин
Мужчины являются попечителями женщин, потому что Аллах дал одним из них преимущество перед другими, и потому что они расходуют из своего имущества. Праведные женщины покорны и хранят то, что положено хранить, в отсутствие мужей, благодаря заботе Аллаха. А тех женщин, непокорности которых вы опасаетесь, увещевайте, избегайте на супружеском ложе и побивайте. Если же они будут покорны вам, то не ищите пути против них. Воистину, Аллах - Возвышенный, Большой.

Некоторые мусульманские ученые выдвигают разъяснение по отношению к аятам об избиении жен.
Шейх Мухаммед Салих аль-Мунаджид:
Муж имеет право наказывать свою жену, если она не повинуется ему в чем-либо хорошем, так как Аллах повелел наказывать женщин, оставляя их в постели или избивая их, если они не соглашаются. Согласно ханафитскому мазхабу, мужу разрешается наказывать жену, если она не одела украшения, когда муж попросил ее об этом. Когда муж зовет жену в постель, а она не идет. Если жена не молится или выходит из дома без разрешения мужа.
Аль-Навави:
Если муж замечает признаки непослушание в жене, будь то на словах, или если она отвечает ему холодно, или же если она отказывается спать с ним, или в действиях. Как например, когда она демонстрирует ему неприязнь, хотя прежде была доброй и веселой, муж должен предупредить ее словесно. Если непослушание продолжится, муж может лишить жену близости. Если не поможет и это, то муж может ударить ее, но так, чтобы не вызывать травму, то есть, не сломать кости и не наносить кровоточащие раны. Он может ударить ее только один раз или несколько раз, но не сильно. Он может ударить ее сильнее, если непослушание повторяется.
Современные ученые ислама имеют различные ответы на эту критику. Некоторые мусульманские ученые говорят, что допустимое «избиение» ограничено не более чем легким прикосновением сивака или зубной щетки. Некоторые мусульмане утверждают, что избиение уместно только в том случае, если женщина совершила «неправильный или мятежный поступок» за пределами простого непослушания. Во многих современных интерпретациях Корана действия, должны выполняться последовательно, а избиение — только в качестве крайней меры. Некоторые юристы утверждают, что даже если избиение приемлемо в Коране, это все равно никого не интересует.

### Гурии
Макс Даймонт заявляет, что описанные в Коране гурии посвящены «мужскому удовольствию». В качестве альтернативы Аннемари Шиммель предлагает, рассматривать описание гурии в контексте любви; «Каждый благочестивый человек, живущий по Божьим заповедям, попадет в Рай, где в прохладных, ароматных садах и возлюбленные девственники (праведники) ждут реки молока, меда и вина…»

## Христиане и иудеи в Коране
Аллах приготовил для них тяжкие мучения. Воистину, скверно то, что они совершают! Они сделали свои клятвы щитом и сбили других с пути Аллаха. Им уготованы унизительные мучения. Ни имущество, ни дети ничем не помогут им пред Аллахом. Они являются обитателями Огня и пребудут там вечно.
Джейн Гербер утверждает, что Коран приписывает иудеям негативные черты, такие как трусость, жадность и лицемерие. Согласно Encyclopedia Judaica, Коран содержит множество обвинений на иудеев и христиан за отказ признать Мухаммеда пророком. По мнению мусульман, распятие Иисуса было иллюзией, и поэтому иудейские заговоры против него закончились неудачей. В многочисленных аятах Коран обвиняет евреев в изменении Писаний.Сайид Абу-ль считает, что наказания были предназначены не для всех иудеев, а лишь для тех кто жил в те времена. Согласно историку Джону Толэну, в Коране содержится аят, в котором критикуется христианское поклонение Иисусу Христу как Богу, а также критикуются другие доктрины иудаизма и христианства.
«В некоторых исламских источниках мы находим, что Мухаммед говорит такие вещи, как: „Мне было велено сражаться против людей, пока они не признают, что нет Бога, кроме Аллаха, что Мухаммед является посланником Аллаха, не станут совершать намаз и платить закят“. (Сахих Муслим 33). И вновь повторюсь, причина борьбы с людьми являются их религиозные убеждения.» — заявил доктор философии Дэвид Вуд.

## Сохранность Корана
Исламоведы Мардин ван Путтен и Николай Синай считают, что текст Корана, дошедший до наших дней, отличается от того, что существовал при жизни Мухаммеда. Ван Путтен отмечает, что до стандартизации текста (примерно через 20 лет после смерти пророка) существовали различные версии сур, и нет способа точно восстановить оригинал.
Синай приводит примеры расхождений:
- В аяте 5:38 Ибн Масʿуд уточняет — «правые руки» в отличие от канонического «руки».
- В 33:6 альтернативное чтение добавляет: «он их отец».
- В 5:89 Убай указывает, что пост должен длиться «три последовательных дня».[92]